# Mycalesis bethami
Mycalesis bethami är en fjärilsart som beskrevs av Moore 1890-1892. Mycalesis bethami ingår i släktet Mycalesis och familjen praktfjärilar. Inga underarter finns listade i Catalogue of Life.